# 丹尼尔·科瓦尔斯基
丹尼尔·科瓦尔斯基（英語：Daniel Kowalski，1975年7月2日—），澳大利亚男子游泳运动员。他曾代表澳大利亚参加1996年和2000年夏季奥林匹克运动会游泳比赛，获得一枚金牌、一枚银牌和二枚铜牌。